# Baginton
Baginton är en ort och civil parish i Storbritannien.   Den ligger i grevskapet Warwickshire och riksdelen England, i den södra delen av landet, 130 km nordväst om huvudstaden London. Baginton ligger 82 meter över havet och antalet invånare är 801.
Terrängen runt Baginton är platt. Runt Baginton är det tätbefolkat, med 276 invånare per kvadratkilometer. Närmaste större samhälle är Coventry, 4,0 km norr om Baginton. Trakten runt Baginton består till största delen av jordbruksmark.